# Max Headroom
Max Headroom – postać fikcyjna, generowany komputerowo prezenter telewizyjny grany przez Matta Frewera. Znany ze swoich ciętych komentarzy na aktualne tematy, aroganckiego dowcipu i charakterystycznego sposobu mówienia.
Twórcami postaci byli George Stone, Annabel Jankel i Rocky Morton. Miała ona być parodią prezenterów telewizyjnych z lat 80., którzy próbowali naśladować styl ówczesnej młodzieży. Bohater był promowany jako „wygenerowany komputerowo”, ale w rzeczywistości był grany przez żywego aktora w mocnej charakteryzacji i w odpowiednim oświetleniu, co miało wywołać iluzję komputerowej postaci.
Max Headroom pierwszy raz pojawił się w brytyjskim filmie telewizyjnym Max Headroom: 20 Minutes into the Future wyemitowanym 4 kwietnia 1985 roku na Channel 4. Bohater filmu, dziennikarz śledczy Edison Carter (grany przez Frewera), podczas ucieczki na motocyklu rozbija się o parkingowy szlaban z napisem „Max. Headroom 2.3 metres” ("dopuszczalna wysokość 2,3 m"). Kiedy Carter jest nieprzytomny po wypadku, na bazie jego umysłu stworzony zostaje system sztucznej inteligencji, który rozwija się w osobowość określającą się jako „Max Headroom”. Max następnie zostaje wirtualnym prezenterem telewizyjnym, alter ego Cartera.
Już dwa dni po emisji wspomnianego filmu Channel 4 rozpoczął nadawanie programu The Max Headroom Show. W USA program retransmitowała telewizja Cinemax. Audycja polegała na prezentowaniu teledysków, a Max Headroom pojawiał się jako VJ. Z czasem wprowadzono też rozmowy Maksa Headrooma z zaproszonymi gośćmi i z publicznością w studiu. Dzięki działaniom marketingowym polegających na promowaniu Maksa Headrooma jako pierwszego komputerowego prezentera telewizyjnego, wielu widzów uwierzyło, że Max Headroom jest postacią animowaną komputerowo. W roku 1986 organizacja BAFTA przyznała programowi nagrodę w kategorii grafika, pomimo że jedynym elementem generowanym komputerowo były proste animacje tła za prezenterem. Ostatni odcinek The Max Headroom Show nadano 26 grudnia 1986 r.
Poza pojawianiem się we własnym programie telewizyjnym Max Headroom był twarzą kampanii reklamowej Coca-Coli. W 1986 r. gościnnie użyczył swojego wokalu i wystąpił w teledysku do piosenki Paranoimia zespołu The Art of Noise. W 1987 r. telewizja ABC wyprodukowała serial fabularny z Maksem Headroomem i Edisonem Carterem (w obydwu rolach ponownie wystąpił Matt Frewer) zatytułowany po prostu Max Headroom. Fabuła częściowo bazuje na pierwszym filmie z 1985 r. Serial anulowano w trakcie 2. sezonu.
W roku 2007 Max Headroom wystąpił w emitowanych w Channel 4 spotach informujących o przejściu nadawania kanału na system cyfrowy. W 2015 roku wystąpił jako cameo w filmie Piksele.

## Nawiązania
- Ron Headrest, bohater komiksu Doonesbury, jest generowanym komputerowo politykiem stanowiącym połączenie Maksa Headrooma i Ronalda Reagana[7].
- 22 listopada 1987 roku w Chicago miało miejsce zdarzenie znane jako Max Headroom Incident. Nieznane osoby zakłóciły program dwóch lokalnych stacji telewizyjnych emitując krótką piracką transmisję z osobą parodiującą Maksa Headrooma. Nigdy nie ustalono kto i w jakim celu był sprawcą tego incydentu[8][9].
- W komedii Kosmiczne jaja (1987) nawiązaniem do Maksa Headrooma jest Vinnie, robot-asystent Pizzy Hutta[7].
- W filmie Powrót do przyszłości II (1989) w scenie w Cafe '80s pojawiają się utrzymane w stylu Maksa Hedrooma komputerowe imitacje Michaela Jacksona, Ronalda Reagana i Ruhollaha Chomejniego[4].
- W teledysku Rap God (2013) Eminem wystąpił jako Max Headroom.
- W teledysku Dig Down (2017) zespołu Muse wokalista Matthew Bellamy wystąpił jako Max Headroom.